# Triturador de galhos
Triturador de galhos é uma máquina agrícola mecânica e robusta, que tem a função de cortar os galhos oriundos de podas de árvores, ramos, folhas, cascas, cercas vivas e outros. Os trituradores de galhos são ferramentas que vem sendo adquiridas por prefeituras, condomínios, prestadoras de serviços de limpeza (terrenos e estradas), que utilizam o triturador para a produção de energias alternativas e limpas, como na produção de cavacos ou na compostagem.

De acordo com a Política Nacional de Resíduos Sólidos todos são responsáveis por dar um destino correto aos resíduos sólidos que geram, seja pessoa física ou jurídica. Esta política tem como intuito o reconhecimento do resíduo sólido como algo reutilizável, reciclável e como um bem econômico com valor social. Perante esta normalização, prefeituras e empresas geradoras de resíduos precisaram adaptar sua maneira de descartar seus resíduos.

Este equipamento tem sua utilização de modo facilitado, o operador alimenta a máquina com galhos e folhas, este material é moído através de um disco com facas. O resíduo triturado sai pelo duto de saída e pode fazer o carregamento dos cavacos diretamente no caminhão.

Os cavacos de madeira obtidos através da trituração podem ser usados como combustível em fornalhas ou material para compostagem, isto possibilita que o material que antes era um resíduo sem grande utilidade se transforme em fonte de lucro ou uma economia sustentável.

## Benefícios
Entre benefícios da utilização dos trituradores de galhos pode-se citar:
- Redução de Custos

Existem vários fatores que permitem a redução de custos, por exemplo, o volume de 10 caminhões de galhos é equivalente a 1 caminhão de cavacos, o que permite uma boa economia com transporte, isto também se aplica a mão de obra e o tempo gasto com este trabalho, em vez de mandar vários funcionários para fazer o carregamento e o descarregamento dos galhos, apenas é necessário alguém que alimente a máquina, pois esta já fará o carregamento direto no caminhão, para fazer a descarga dos cavacos basta apenas levar o caminhão até o local e bascular a caçamba.
- Reutilização dos resíduos naturais

Os cavacos originados a partir da trituração dos galhos de podas, após passados pelo processo de compostagem, podem ser utilizados como adubo orgânico no plantio de mudas de árvores e hortaliças. Com a trituração dos galhos e a utilização dos cavacos, evita-se que os galhos oriundos das podas de árvores sejam jogadas no aterro sanitário, além disto o material enriquece o solo, o que permite o crescimento e a vitalidade das plantas.
- Mobilidade

Os trituradores de galhos possuem rodinhas que facilitam o seu transporte até o local de trabalho, podendo ser acoplado ao trator e circular por vias sem problemas.